# Aina Bergová
Aina Bergová, provdaná Brolinová a Heinzeová, (7. ledna 1902 Göteborg – 7. října 1992 tamtéž) byla švédská plavkyně. Jejím oblíbeným stylem byl volný způsob.

## Kariéra
Od roku 1917 byla členkou plaveckého klubu SK Najaden v Göteborgu. Pro Švédsko získala dvě bronzové olympijské medaile jako členka štafety na 4×100 metrů v Antverpách v roce 1920 a v Paříži v roce 1924. V individuálních závodech na 100 m a 300 m na LOH 1920 vypadla v rozplavbách. Na Ženské olympiádě 1922 v Monte Carlu zvítězila v závodě na 100 metrů volným způsobem a ve štafetě 4×200 m. Čtyřikrát se stala plaveckou mistryní Švédska. V roce 1921 vytvořila časem 1:19,7 národní rekord na kraulařské stovce, který vydržel až do roku 1932.
V roce 1928 se provdala a ukončila závodní činnost. Později pracovala jako lodní stevardka pro společnost Svenska Amerika Linien.